# هلموت بانتس
هلموت بانتس (آلمانی: Helmut Bantz) ژیمناست زادهٔ ۱۴ سپتامبر ۱۹۲۱ میلادی اهل کشور آلمان است.